# Heinz Cornel
Heinz Cornel (* 1953, Frankfurt nad Mohanem) je německý kriminolog a pedagog.

## Životopis
Cornel studoval v letech 1972-1976 právo, pedagogiku a ekonomii na Johann Wolfgang Goethe-Universität ve Frankfurtu nad Mohanem. V roce 1980 promoval z filosofie s prací Die Entstehung des Jugendstrafvollzugs a složil první státní zkoušku z práva. V období 1981-1985 působil jako vědecký spolupracovník Institutu pro psychoanalytickou socioterapii a kriminální sociologii ve Frankfurtu. V letech 1984-1988 vyučoval právo na frankfurtské univerzitě. V roce 1988 se stal profesorem práva a kriminologie na Alice Salomon Hochschule Berlin. Je spoluvydavatelem odborného časopisu Neue Kriminalpolitik.

## Publikace (výběr)
- Geschichte des Jugendstrafvollzugs, Weinheim a Basilej 1984
- Handbuch der Resozialisierung, Baden-Baden 2009 (1995)
- Entwicklung der Kriminalität und ihrer Kontrolle, Berlín 1998
- Schwere Gewaltkriminalität durch junge Täter in Brandenburg, Potsdam a Berlín 1999
- spolu s Wernerem Nickolaiem, What Works? - Neue Ansätze der Straffälligenhilfe auf dem Prüfstand, Freiburg 2004